# Naraq
Narāq (farsi نراق) è una città dello shahrestān di Delijan, circoscrizione Centrale, nella provincia di Markazi in Iran. Aveva, nel 2006, una popolazione di 2.508 abitanti. 
La città ha antiche origini e vanta molti edifici storici.

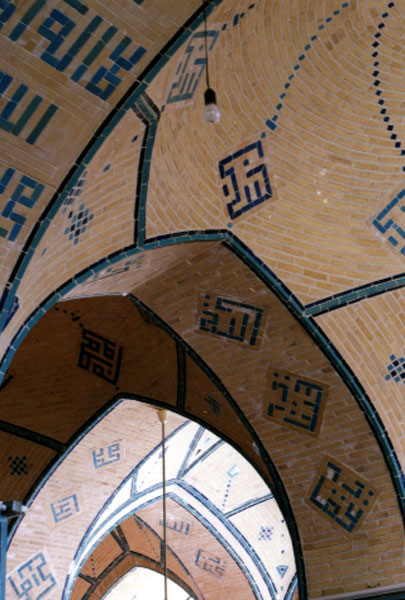
La moschea del venerdì di Naraq